# 정상훈
정상훈(鄭尙勳, 1976년 9월 9일 ~ )은 대한민국의 배우이다.

## 생애
1976년 9월 9일 서울에서 태어나 1998년 SBS TV 시트콤을 통해 텔레비전 연기자로 데뷔하였다. 그리고 2015년 tvN 《SNL 코리아》에서 “양꼬치엔 칭따오”라는 캐릭터로 인기를 끌었다.

## 학력
- 서울신정국민학교 졸업
- 영도중학교 졸업
- 영등포공업고등학교 졸업
- 서울예술대학 방송연예과 전문학사

## 출연 작품

### 드라마
- 1998년 ~ 1999년 SBS 시트콤 《나 어때》 ... 최현민 역
- 2002년 SBS 시트콤 《돈.com》
- 2002년 KBS2 일일시트콤 《동물원 사람들》 ... 정상훈 역
- 2002년 SBS 주말극장 《그 여자 사람잡네》 ... 백공탄 역
- 2003년 KBS2 단막극 《드라마시티 - 6년 후》
- 2003년 KBS2 단막극 《드라마시티 - 못말리는 시동생》
- 2003년 KBS2 일일시트콤 《헬로! 발바리》 ... 만구 역
- 2004년 SBS 월화 특별기획 드라마 《장길산》 ... 강말득 역
- 2004년 SBS 드라마 스페셜 《남자가 사랑할 때》
- 2005년 SBS 주말 미니시리즈 《그린 로즈》 ... 김동욱 역
- 2005년 ~ 2006년 MBC 월요 야간시트콤 《안녕, 프란체스카》 ... 정상훈 역 (박탐희 남편 역. 시즌3 14화에서 나옴)
- 2006년 KBS2 수목 특별기획 드라마 《황진이》 ... 상수 역
- 2007년 MBC 저녁 일일시트콤 《거침없이 하이킥》 ... 박현수 역
- 2007년 SBS 주말 미니시리즈 《푸른 물고기》 ... 김구영 역
- 2015년 tvN 8부작 금요 미니시리즈 《초인시대》 ... 수의사 역
- 2015년 KBS2 저녁 일일연속극 《오늘부터 사랑해》 ... 마성남 역
- 2015년 KBS1 다큐드라마 《그대가 꽃》 ... 박정소 역
- 2015년 MBN 5부작 웹 드라마 《고품격 짝사랑》 ... 정신과 전문의 문종현 역
- 2016년 MBC 수목 미니시리즈 《운빨로맨스》 ... 한량하 역
- 2016년 SBS Plus 10부작 금요 미니시리즈 《유부녀의 탄생》... 메이크업 Bobbi Black 역
- 2017년 JTBC 금토 미니시리즈 《품위있는 그녀》 ... 안재석 역
- 2017년 MBC 12부작 금요드라마 《보그맘》 ... 도도혜의 짝사랑남들 역
- 2018년 MBC 토요 특별기획 드라마 《데릴남편 오작두》 ... 에릭 조(조봉식) 역
- 2018년 KBS2 월화 미니시리즈 《우리가 만난 기적》 ... 드라마 PD 역 (특별출연)
- 2018년 tvN 10부작 금요 미니시리즈 《빅 포레스트》 ... 정상훈 역
- 2019년 JTBC 금토 미니시리즈 《리갈 하이》 ... 윤상구 역
- 2019년 CHANNEL A 금토 미니시리즈 《평일 오후 세시의 연인》 ... 진창국 역
- 2020년 tvN 단막극 《드라마 스테이지 - 블랙아웃》 ... 양익승 역
- 2020년 OCN 주말 미니시리즈 《번외수사》 ... 이반석 역
- 2020년 MBC 주말 특별기획 드라마 《저녁 같이 드실래요?》 ... 응급실 의사 역 (특별출연)
- 2020년 tvN 주말 미니시리즈 《사이코지만 괜찮아》 ... 모텔주인 역 (특별출연)
- 2020년 tvN 8부작 월화 미니시리즈 《산후조리원》 ... 정상훈 역 (특별출연)
- 2020년 KBS2 수목 미니시리즈 《바람피면 죽는다》... 손진호 역
- 2020년 JTBC 10부작 금토 미니시리즈 《놓지마 정신줄》... 정 과장 역
- 2022년 SBS 금토 미니시리즈 《어게인 마이 라이프》 ... 이민수 역
- 2022년 TV조선 토요 미니시리즈 《마녀는 살아있다》 ... 이낙구 역
- 2023년 ENA 수목 미니시리즈 《오랫동안 당신을 기다렸습니다》 ... 배민규 역
- 2023년 tvN 월화 미니시리즈 《반짝이는 워터멜론》 ... 마스터 역
- 2024년 MBC 2부작 금토 미니시리즈 《나는 돈가스가 싫어요》 ... 자왕 역
- 2025년 ENA 월화 미니시리즈 《살롱 드 홈즈》 ... 박승호 역

### 영화
- 2001년 《화산고》 - 골뱅이 역
- 2003년 《영어완전정복》 - 영주 동생 역
- 2004년 《목포는 항구다》 - 쭈꾸미 역
- 2007년 《전설의 고향》 - 최 서방 역
- 2011년 《결정적 한방》 - 인식 역
- 2016년 《덕혜옹주》 - 복동 역
- 2017년 《로마의 휴일》 - 정두만 역
- 2018년 《흥부》 - 김삿갓 역
- 2018년 《게이트》 - 민욱 역
- 2018년 《배반의 장미》 - 육심선 역
- 2018년 《컨트롤》
- 2019년 《썬키스 패밀리》 - 양 사장 역
- 2019년 《두번할까요》 - 한명태 역
- 2022년 《데시벨》 - 오대오 역

### 뮤지컬
- 2009년 《김종욱 찾기》 - 멀티맨 역
- 2013년, 2015년 《맨 오브 라만차》 - 산초 역

### 연극
- 2010년, 2013년 스팸어랏

### 예능
- 2005년 KBS2 《스타 골든벨》
- 2013년 ~ 2017년, 2021년 ~ 현재 tvN/쿠팡플레이 《SNL 코리아》 - 크루 (양꼬치앤 칭따오)
- 2015년 tvN 《촉촉한 오빠들》
- 2015년 JTBC 《썰전》
- 2015년 SBS 《자기야 백년손님》
- 2015년 MBC 《라디오스타》
- 2015년 JTBC 《엄마가 보고있다》
- 2015년 올'리브 《비법》
- 2015년 MBC 《미스터리 음악쇼 복면가왕》 - 어메이징 척척박사
- 2015년 tvN 《더 지니어스: 그랜드 파이널》
- 2015년 XTM 《수컷의 방을 사수하라》
- 2016년 tvN 《꽃보다 청춘》
- 2016년 MBC 《무한도전》
- 2016년 KBS2 《우리동네 예체능》
- 2017년 tvN 《수업을 바꿔라 시즌 2》
- 2019년 JTBC 《어서 말을 해》
- 2020년 EBS 《뭐든지 뮤직박스 시즌 3》
- 2020년 KBS2 《옥탑방의 문제아들》
- 2022년 SBS 《런닝맨》
- 2023년 SBS 《미운 우리 새끼》
- 2023년 KBS2 《신상출시 편스토랑》
- 2023년 JTBC 《아는형님》
- 2023년 SBS 《녹색 아버지회》
- 2023년 KBS2 《1박2일 시즌4》
- 2023년 SBS《신발벗고 돌싱포맨》
- 2024년 TVN 《밥이나 한잔해》
- 2024년 M.Net, TVING, YouTube 《동네스타K4》

### 라디오
- 2015년 SBS 파워FM 《두시탈출 컬투쇼》

## 음반
- 월세 유세윤 - 평양냉면

## CF
- 1999년 SK텔레콤 파워디지털 017 패밀리요금
- 1999년 롯데제과 동그랑 도나츠바
- 2015년 피자헛 와우세븐박스
- 2015년 빙그레 바나나맛우유
- 2015년 덱스트리 일이삼국지
- 2015년 HLB 아프로뷰
- 2015년 메리츠화재
- 2015년 칭다오 맥주
- 2015년 SK텔레콤 T전화
- 2015년 파고다교육그룹 파고다중국어 (장위안과 함께 출연)
- 2016년 머렐
- 2016년 버거킹 너겟킹
- 2016년 삼성전자 삼성SUHDTV
- 2016년 한국P&G 페브리즈 차량용
- 2016년 오뚜기 볶음진짬뽕
- 2016년 누구
- 2016년 SK텔레콤
- 2017년 모두의마블
- 2017년 씽크네이처
- 2017년 오피스넥스
- 2017년 광동제약 광동 매일매일 헛개차
- 2017년 이베이코리아 G마켓
- 2017년 00700
- 2018년 BHC치킨 갈비레오
- 2018년 도와도
- 2018년 웅진북클럽 AI학습코칭
- 2018년 무크
- 2018년 국토교통부 한국도로공사 졸음운전예방 캠페인
- 2018년 뮤오리진 2
- 2018년 웰리힐리파크
- 2018년 브라더프린터
- 2019년 PC노리 리뉴올 PC 2.0
- 2019년 자유투어
- 2020년 캐치온
- 2020년 해양수산부 원산지 표시제도

## 홍보대사
| 연도 | 홍보대사명        |
| ---- | ----------------- |
| 2018 | 영등포구 홍보대사 |

## 수상 및 후보
| 연도 | 시상식                      | 부문                              | 작품                                     | 결과 |
| ---- | --------------------------- | --------------------------------- | ---------------------------------------- | ---- |
| 2003 | KBS 연기대상                | 남자 단막극상                     | KBS 드라마시티 - 6년 후, 못말리는 시동생 | 후보 |
| 2016 | tvN10 어워즈                | made in tvN                       | SNL 코리아                               | 후보 |
| 2016 | SBS 연기대상                | 로맨틱코미디 부문 남자 특별연기상 | 질투의 화신                              | 후보 |
| 2017 | 제1회 더 서울어워즈         | 드라마 부문 남우조연상            | 품위있는 그녀                            | 수상 |
| 2018 | 제54회 백상예술대상         | TV부문 남자 조연상                | 품위있는 그녀                            | 후보 |
| 2018 | 제11회 코리아 드라마 어워즈 | 인기 캐릭터상                     | 데릴남편 오작두                          | 수상 |
| 2018 | MBC 연기대상                | 주말특별기획 부문 남자 우수연기상 | 데릴남편 오작두                          | 수상 |
| 2023 | SBS 연예대상                | 에코브리티상                      | 녹색 아버지회                            | 수상 |
| 2023 | SBS 연예대상                | 남자 우수상                       | 녹색 아버지회                            | 후보 |
| 2024 | 제10회 에이판 스타 어워즈   | 단막극부문 남자 우수연기상        | 나는 돈가스가 싫어요                     | 후보 |
| 2024 | MBC 연기대상                | 베스트 캐릭터상                   | 나는 돈가스가 싫어요                     | 수상 |
| 2024 | MBC 연기대상                | 일일·단막극부문 남자 최우수연기상 | 나는 돈가스가 싫어요                     | 후보 |